# بيرت ريد
بيرت ريد (بالإنجليزية: Bert Reed)‏ هو لاعب كرة قدم أمريكية أمريكي، ولد في 1 يونيو 1988 في بنما سيتي في الولايات المتحدة.

## وصلات خارجية
- بيرت ريد على موقع مرجع كرة القدم المحترفة.كوم (الإنجليزية)